# 合浦郡
合浦郡（ごうほ-ぐん）は、中国にかつて存在した郡。漢代から唐代にかけて、現在の広西チワン族自治区北海市一帯に設置された。

## 概要
紀元前111年（元鼎6年）、前漢が南越国を滅ぼすと、合浦郡が置かれた。合浦郡は交州に属し、合浦・徐聞・高涼・臨允・朱盧の5県を管轄した。
後漢のとき、合浦郡は合浦・徐聞・高涼・臨允・朱盧の5県を管轄した。
晋のとき、合浦郡は合浦・昌平・徐聞・珠官・蕩昌・瑇瑁の6県を管轄した。
南朝宋のとき、合浦郡は越州に属し、合浦・徐聞・珠官・蕩昌・朱盧・晋始・新安の7県を管轄した。
南朝斉のとき、合浦郡は合浦・徐聞・朱盧・新安・晋始・蕩昌・朱豊・宋豊・宋広の9県を管轄した。
589年（開皇9年）、隋が南朝陳を滅ぼすと、合浦郡は越州と改められた。605年（大業元年）、越州は禄州と改称された。607年（大業3年）、禄州と南合州が合併され、合州と称した。この年に州が廃止されて郡が置かれると、合州は合浦郡と改称された。合浦・扇沙・北流・南昌・封山・定川・竜蘇・抱成・隋康・海康・鉄杷の11県を管轄した。
622年（武徳5年）、唐により合浦郡は越州と改められた。634年（貞観8年）、越州は廉州と改称された。742年（天宝元年）、廉州は合浦郡と改称された。758年（乾元元年）、合浦郡は廉州と改称され、合浦郡の呼称は姿を消した。